# Kurt Rossa
Kurt Siegfried Rossa (* 13. Februar 1930 in Gelsenkirchen; † 1. April 1998 bei Winnerath) war ein deutscher Politiker (SPD) und Oberstadtdirektor von Köln.

## Leben
Nach der Realschule machte Rossa eine Lehre als Elektriker. Auf dem Zweiten Bildungsweg holte er das Abitur nach und absolvierte dann ein Studium der Rechtswissenschaften und der Volkswirtschaft an der Westfälischen Wilhelms-Universität Münster und der Albert-Ludwigs-Universität Freiburg sowie anschließend ein Studium an der Bundesfinanzakademie in Siegburg.
Rossa wurde danach Mitarbeiter der Finanzverwaltung in Nordrhein-Westfalen. Bis 1969 war er Sprecher des Finanzministeriums NRW und persönlicher Referent des Finanzministers Hans Wertz (SPD). Von 1970 bis 1973 war er Direktor der Landesfinanzschule NRW/Fachhochschule für Finanzen auf Schloss Nordkirchen.
Rossa wurde 1973 zum Senatsdirektor für Finanzen (Staatssekretär) beim Senator für Finanzen der Freien Hansestadt Bremen berufen. 1976 wurde er zum Staatsrat und zum Chef der Staatskanzlei (CdS) ernannt.

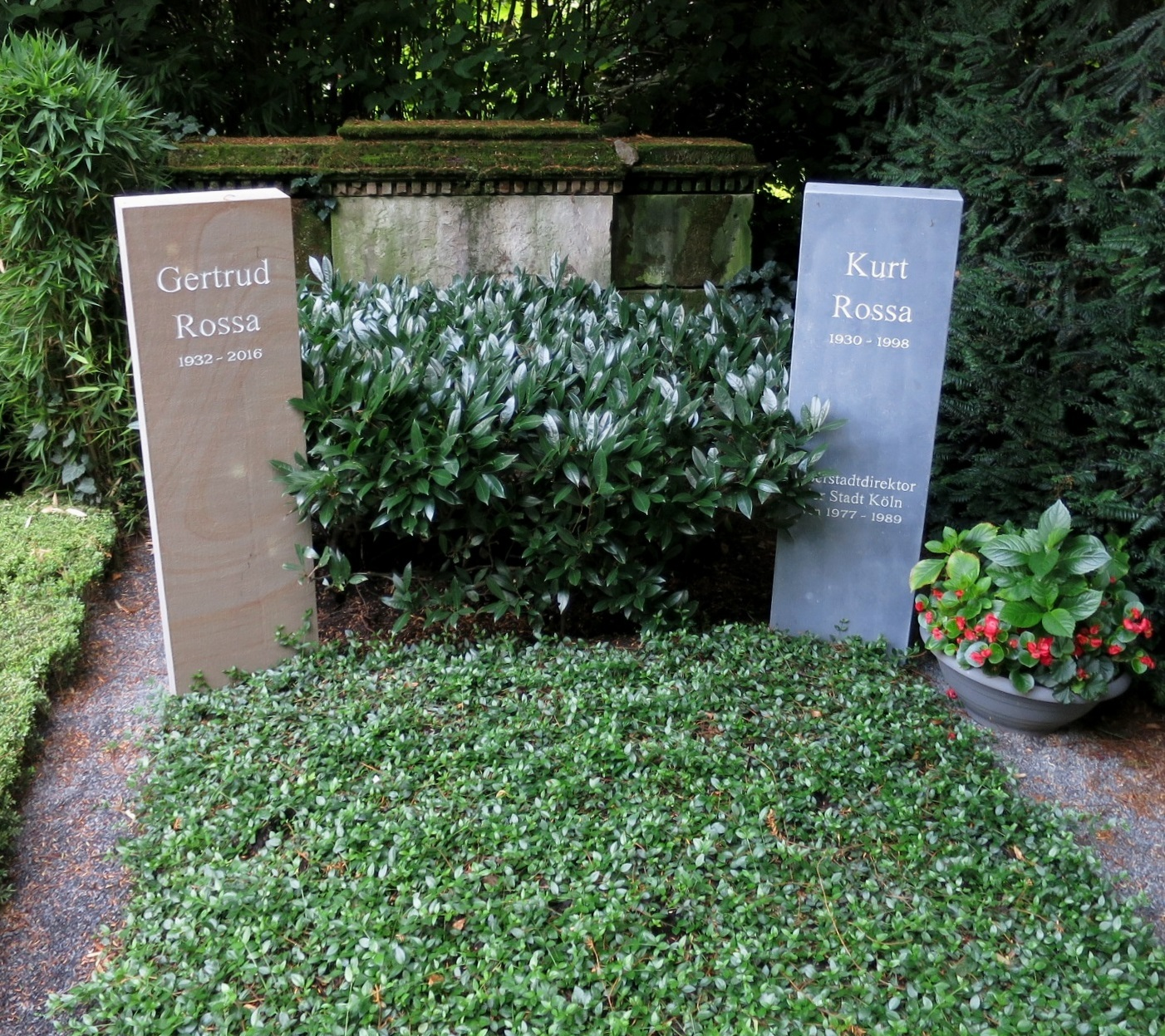
Grab auf Melaten-Friedhof

1977 wurde Rossa für zwölf Jahre zum Oberstadtdirektor (Leiter der Stadtverwaltung) der Stadt Köln gewählt. In seine Amtszeit als Oberstadtdirektor von 1977 bis 1989 fielen einige für Köln wichtige Projekte, so das Dom/Rhein-Projekt mit dem Neubau der Philharmonie und des Doppelmuseums Wallraf-Richartz-Museum und Museum Ludwig, die Sanierung des Severinsviertels, die Errichtung des Mediaparks und die Einrichtung der Frauengleichstellungsstelle – später Frauenamt – der Stadtverwaltung Köln.
Rossa engagierte sich besonders für die freie Kulturszene in Köln. In seiner Freizeit spielte er Cello und war als Schriftsteller tätig. Er war Vorsitzender des Literaturrats NRW.
Von ihm soll die Definition stammen: „Kölscher Klüngel heißt ‚dienstliche Probleme privat klären‘.“ Sicher belegt ist das Zitat aus dem Jahre 1977, als er sich dem Rat der Stadt Köln mit den Worten vorstellte: „Nehmt mich auf in Euren Klüngel!“ Nicht nur der Rat, sondern die ganze Stadt war begeistert.
Seine Grabstätte befindet sich auf dem Kölner Melaten-Friedhof (HWG zwischen Lit. K und L).

## Ehrungen
- 1983 Bundesverdienstkreuz am Bande[3]
- 2019 wurde im Kölner Stadtteil Altstadt-Nord der Kurt-Rossa-Platz nach ihm benannt.[4]

## Trivia
In der Kölner Bevölkerung wurde Kurt Rossa als „Kojak von Köln“ bezeichnet, wegen seiner optischen Ähnlichkeit zu Telly Savalas (beide Glatzenträger).

## Schriften
- Todesstrafen. Ihre Wirklichkeit in drei Jahrtausenden. Stalling, Oldenburg 1966.
- Ein Fisch in Opas Bett. Romanzen, sanfte Satiren und sehr weltliche Predigten zum Schmunzeln und Träumen. Gerstenberg, Hildesheim 1985.
- Kurt's Geschichten gegen Traurigkeit. Lübbe, Bergisch Gladbach 1992.
- Rossas Miniaturen. Thouet, Aachen 1996.
- Lesebuch für Mitmenschen. Thouet, Aachen 1997.
- Vorsicht, ich liebe Dich! / Alle Macht den Mittelmäßigen. Teiresias, Köln 2002.
- Zudem sind von Rossa einige Kinderbücher veröffentlicht.